# توماس جيبس جي
توماس جيبس جي (بالإنجليزية: Thomas Gibbs Gee)‏ هو قاضي وضابط أمريكي، ولد في 9 ديسمبر 1925 في جاكسونفيل في الولايات المتحدة، وتوفي في 25 أكتوبر 1994 في هيوستن في الولايات المتحدة.